# Gert Bjerregaard
Gert Bjerregaard (født 26. juni 1963) har været rådmand for Magistratsafdelingen for Børn og Unge i Aarhus Kommune, valgt for Venstre. I perioden 2006-09 var han rådmand for Sociale forhold og Beskæftigelse, men i forbindelse med at tidligere borgmester Louise Gade stoppede i Aarhus Byråd, overtog Bjerregaard Gades post som børn- og ungerådmand den 1. juni 2009.
Han er uddannet maskintekniker, men har i flere år drevet to bowlingcentre i Hadsten og Bjerringbro. Han har været medlem af Aarhus Byråd siden 1. januar 2002 og rådmand siden 1. januar 2006. Siden da har hans virksomhed været drevet af en bestyrer. I sin første byrådsperiode var han næstformand for Teknisk Udvalg og medlem af Skole- og Kulturudvalget.
Gert Bjerregaard har været formand for Det Regionale Udviklingsråd og for Det Lokale Beskæftigelsesråd. Han er desuden medlem af Det Regionale Beskæftigelsesråd og af Stefanshjemmets bestyrelse.
Under Louise Gades barselsorlov i 2007 fungerede Bjerregaard som byrådsgruppens politiske leder, og da Louise Gade meddelte, at hun havde besluttet ikke at genopstille til byrådet, blev han valgt som partiets nye borgmesterkandidat .
Bjerregaard har siden 2012 været folketingskandidat for Venstre i Aarhus .

## Rådmand i Aarhus
Gert Bjerregaard var i sin tid som rådmand løbet ind i flere kontroversielle sager, der har været årsag til skarp kritik.
Den mest kontroversielle sag, er sagen om den manglende tvangsfjernelse af Mads, som beskrevet i tv-udsendelsen "Mors lille dreng" 